# 2,2-Dibromo-3-nitrilopropionamide
Le 2,2-dibromo-3-nitrilopropionamide ou DBNPA, est un composé organique à effet biocide, qui s'hydrolyse facilement tant en milieu acide que basique.
C'est un biocide apprécié pour son instabilité dans l'eau car il se dégrade rapidement pour former un certain nombre de produits, en fonction des conditions, notamment de l'ammoniac, des bromures, du dibromoacétonitrile ou de l'acide dibromacétique.
Le DBNPA agit de façon similaire à celle des biocides halogénés typiques.
Ses utilisations sont très variées : par exemple dans l'industrie de la papeterie comme conservateur dans le couchage du papier et les bouillies.
Il est également utilisé pour le contrôle de boue sur les machines à papier, et en tant que biocide dans les forages de fracturation hydraulique et dans les eaux de refroidissement.